# Kirche am Hohenzollerndamm

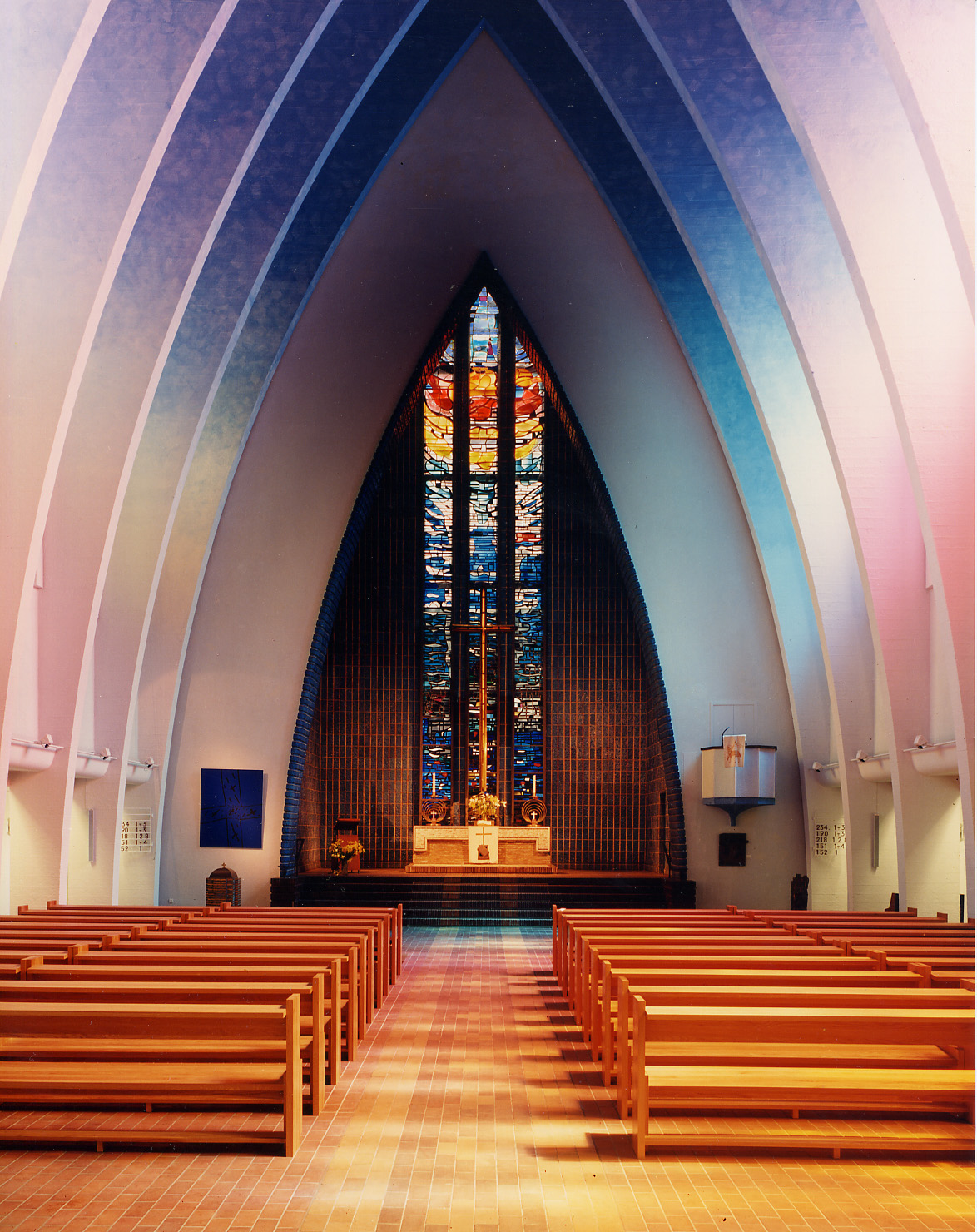
L’interno

La Kirche am Hohenzollerndamm (letteralmente “chiesa sullo Hohenzollerndamm”, dal nome della strada su cui prospetta), detta anche Kirche am Hohenollernplatz (dal nome della piazza)  è una chiesa evangelica di Berlino, sita nel quartiere di Wilmersdorf.
Esempio rilevante di architettura espressionista, l’edificio è posto sotto tutela monumentale (Denkmalschutz).

## Storia
La costruzione della chiesa, progettata da Fritz Höger, venne iniziata nel 1930 e si concluse nel 1933; fu consacrata il 19 marzo dello stesso anno.
Durante la seconda guerra mondiale subì gravi danni, che condussero alla perdita di molte opere d’arte che ne ornavano l’interno; nel 1965, al termine dei lavori di ricostruzione, venne aggiunto un grande organo.

## Caratteristiche
La chiesa, a pianta basilicale, è posta sul lato nord dello Hohenzollerndamm; la facciata, sul lato occidentale, si apre su una piccola piazza all’angolo con la Nassauische Straße.
Le forme esterne, rivestite in laterizio secondo un disegno tipicamente espressionista, sono estremamente compatte: al volume parallelepipedo della chiesa si accosta all’angolo nord-orientale il campanile; la facciata viene movimentata da due grandi volumi semicircolari che inquadrano il portale ad arco acuto.
L’interno, scandito dalla ripetizione di ulteriori archi acuti, possiede un carattere mistico dato dall’alternanza di luci e ombre sulle strutture, che alcuni critici hanno paragonato alle chiese gotiche.